# Boskinine
Boskinine (Geissospermum sericeum) is zoals alle leden van het geslacht Geissospermum een boom met afwisselend blad, een gegroefde stam en vrijwel geen latex. De boom kan 25 meter hoog worden. Het is een C3-plant.
Het verspreidingsgebied in tropisch Zuid-Amerika: noord-Bolivia, Brazilië, het Franse departement Guyane en Suriname.
De plant bevat een van indool afgeleid alkaloïde geissoschizoline, en twee afgeleiden daarvan. Het bevat ook een alkaloïde dat van β-carboline is afgeleid: flavopereirine. Deze stoffen zijn onderzocht vanwege hun mogelijke werking tegen de malariaparasiet.
Net als de andere soorten van het geslacht Geissospermium wordt boskinine in de inheemse volksgeneeskunst gebruikt tegen malaria en een aantal andere gezondheidsproblemen. G. vellosii is bekender en extracten ervan zijn op muizen toegepast en hun pijnstillende werking aangetoond. Er wordt onderzoek gedaan om te kijken welke soort(en) van het genus (het meest) activiteit vertonen en welke stoffen daarvoor verantwoordelijk zijn. Hoewel zij weten dat boskinine ook abortus kan veroorzaken wordt het door Wapixana, Wai-Wai, Macushi, Taurepang en Xiriana (Yanomamö) gebruikt tegen malaria.
Een methanol-water extract van de bast had in vitro een IC50 van 1,78 ±0,047 μg/ml tegen een K1 P. falciparum. Dit is een vorm van malariaparasiet die resistent is tegen het antibioticum chloroquine. Echter geissoschizoline en zijn derivaten bleken niet werkzaam. Flavopereirine bleek het meest werkzaam met een IC50 van 11,53 ±0,54 μM tegen K1 P. falciparum.